# Louis Ducos du Hauron

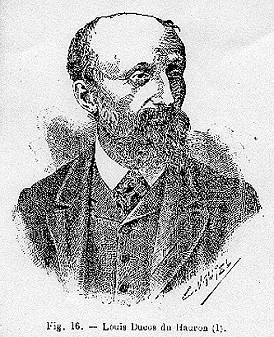
Louis Ducos du Hauron.

Louis Ducos du Hauron (8 de diciembre de 1837 – 31 de agosto de 1920) fue un pionero francés de la fotografía en color. Nació en Langon, Gironda y murió en Agen.
En los años siguientes a su obra inédita de 1862 dispuso los modos prácticos de registrar imágenes en color usando los métodos aditivo (rojo, verde y azul) y sustractivo (cian, magenta y amarillo). En 1868 patentó algunos de sus métodos y en 1869 escribió Les Couleurs en Photographie (Los colores en la fotografía). En 1891 consiguió la impresión de relieve (anaglifos) mediante la yuxtaposición de dos planchas de colores complementarios.
Louis Ducos du Hauron envió el 2 de mayo de 1869, a la Sociedad Francesa de Fotografía métodos similares sobre la reproducción de los colores en fotografía. Ducos (1837-1920) obtenía sucesivamente tres negativos del mismo tema a través de un filtro colocado entre la placa y el objetivo. Un selector apropiado interceptaba uno de los colores primarios para cada negativo.
El positivo transparente se obtenía con la utilización del colorante correspondiente al color que representaba cada negativo. La tricromía es el principio de todos los métodos de fotografía en color.
Una de sus más tempranas fotografías en color es Landscape of Southern France (Paisaje del Sur de Francia), tomada con el método sustractivo en 1877 .

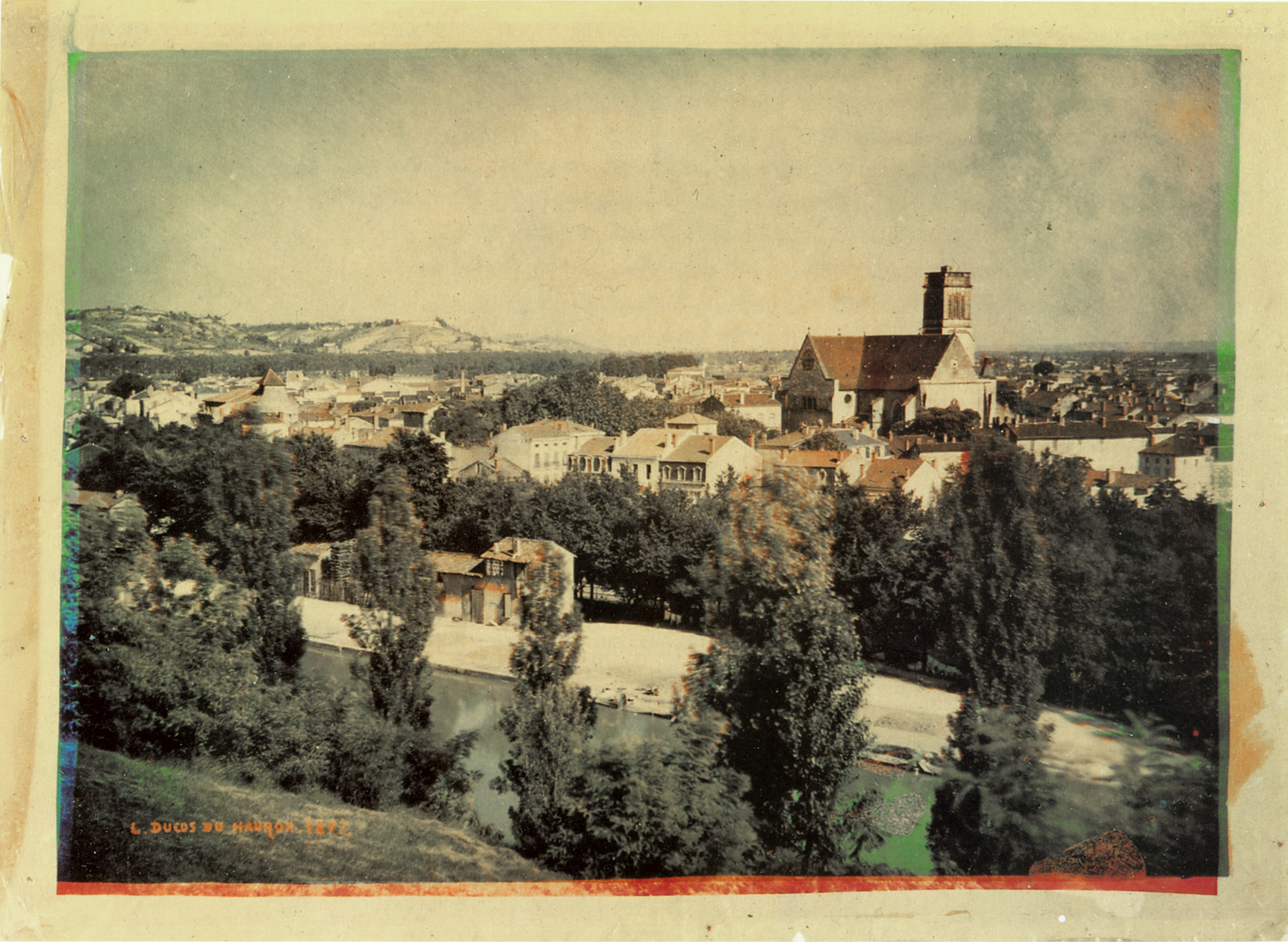
Vista de Agen, Francia en 1877, por Louis Ducos du Hauron.